# 乐义乡
乐义乡，是中华人民共和国四川省宜宾市筠连县下辖的一个乡镇级行政单位。

## 行政区划
乐义乡下辖以下地区：
中坝村、花园村、沙地村、黄金村、白云村、陶坪村、河坝村和宝圣村。